# Apatin község
Apatin község (szerbül Општина Апатин / Opština Apatin) egy vajdasági község a Nyugat-bácskai körzetben. A község központja Apatin.

## Elhelyezkedése
Bácska nyugati részén fekszik, nyugaton a Dunával és Horvátországgal, a többi oldalon pedig Zombor és Hódság községekkel határos.

## A község települései
| \| H o r v á t o r s z á g Zombor község Hódság község APATIN Bácskertes Bácsszentiván Szilágyi Szond \| \| térkép szerkesztése \| |                    |                   |                 |
| Magyar név | Szerb név (cirill) | Szerb név (latin) | Népesség (2002) |
| Apatin | Апатин             | Apatin            | 19 320          |
| Bácskertes | Купусина           | Kupusina          | 2356            |
| Bácsszentiván | Пригревица         | Prigrevica        | 4781            |
| Szilágyi | Свилојево          | Svilojevo         | 1364            |
| Szond | Сонта              | Sonta             | 4992            |
| H o r v á t o r s z á g Zombor község Hódság község APATIN Bácskertes Bácsszentiván Szilágyi Szond                                 |                    |                   |                 |
| térkép szerkesztése |                    |                   |                 |

## Népesség
A község lakossága 2002-ben 32 813 fő volt, etnikai összetétel szerint: szerb 61,61%, magyar 11,53%, horvát 11,47%, román 3,62%, jugoszláv 2,21%, cigány 1,59%. Apatin és Bácsszentiván szerb, Bácskertes és Szilágyi magyar, Szond pedig horvát (sokác) többségű.

## Külső hivatkozások
- Apatin község hivatalos honlapja

1. ↑  2022 Serbia Census